# جرترود روزنتال
جرترود روزنتال (بالألمانية: Gertrude Rosenthal)‏ هي أمينة متحف وأمينة مكتبة ألمانية، ولدت في 1903، وتوفيت في 1989.